# Byttna

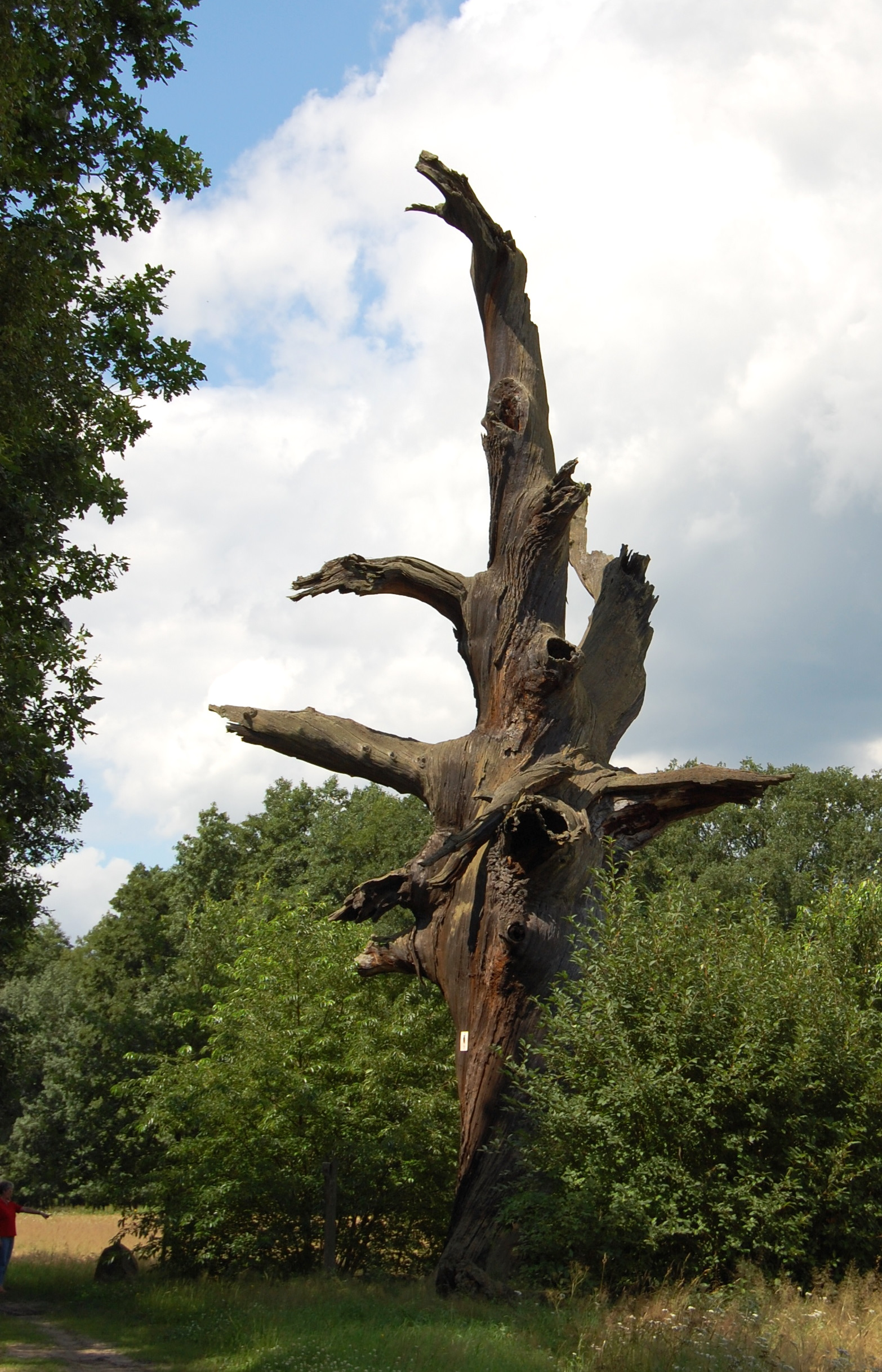
Rest der abgestorbenen Florentine-Eiche, 2009

Die Byttna, auch Bythna oder Byttnahain genannt, ist ein Gebiet mit den Resten eines alten Hains aus Stieleichen am Nordrand des Spreewaldes südöstlich von Straupitz.
In der Byttna, die als Teil des Naturschutzgebiets Byhleguhrer See zum Biosphärenreservat Spreewald gehört, stehen noch etwa 40 sehr alte Eichen beziehungsweise deren Ruinen. Die Eichen stellen den Rest eines Hudewaldes dar. Durch das Gebiet führt entlang besonders großer Eichen ein Wanderweg. Bekannteste Eichen der Byttna sind die abgestorbene Florentine-Eiche, Weidmannsrast, Christoph-Heinrich-Eiche, Kaiser-Wilhelm-Eiche und die Bismarck-Eichen. In der Vergangenheit waren viele der Eichen mit einem Namensschild versehen, welches auf Mitglieder der Straupitzer Herrschaftsfamilie Houwald hinwies. An der Christoph-Heinrich-Eiche ist ein solches Schild erhalten.
Einer Sage nach soll die Byttna ein vorchristliches slawisches Heiligtum gewesen sein. Im Byttnagebiet wurden Spuren von Siedlungsresten gefunden, die auf die Bronzezeit zurückgehen. Sagen sprechen auch von unterirdischen Gängen zum Schloss Straupitz und der Straupitzer Kirche.